# Historia de la relatividad especial
La teoría de la relatividad surge para resolver varios problemas con las teorías aceptadas al principio del siglo XX.

## La relatividad anterior a 1900
A partir de 1861, Maxwell establece las ecuaciones que describen las ondas electromagnéticas y, en particular, las ondas luminosas. Según esta teoría la velocidad de la luz solo debía depender de las propiedades eléctricas y magnéticas del medio y no de la velocidad del sistema de referencia de las medidas, lo que planteaba un problema. En efecto, en la mecánica newtoniana, las velocidades son aditivas (se suman, para decirlo de forma simple). Si de un cohete que se desplaza a la velocidad de 7 km/s con relación a la Tierra se lanza una bola de cañón hacia el frente a la velocidad de 1 km/s con relación al cohete, la velocidad del proyectil con relación a la Tierra será de 8 km/s. Si la bola se lanzara en sentido contrario, su velocidad sería de 6 km/s.
Las ecuaciones de Maxwell dicen que si se emite un haz luminoso desde el cohete hacia el frente o hacia la parte de atrás, la velocidad de la luz medida sobre la Tierra será la misma. La experiencia conducida por Michelson y Morley en 1887, con la propia Tierra desempeñando el papel del cohete, confirmó este hecho. Como nuestro planeta se desplaza en torno al Sol a la velocidad de 30 km/s, querían ver si podían poner de relieve una diferencia de la velocidad de la luz entre la dirección del movimiento de revolución y la dirección perpendicular. Al no obtenerse el patrón de interferencia luminosa, se confirmó la teoría de Maxwell y se cuestionó la existencia del éter que se suponía era el medio en el que se propagaban las ondas electromagnéticas y la luz.
Los estudios de Ernst Mach sobre la mecánica y la inercia también tuvieron impacto en Einstein. Dado que Mach creía solamente en cantidades que se pudiesen tocar, afirmó que el «tiempo» no tiene ningún significado real. Escribió que era una idea abstracta, producto de la mente humana y sujeta por lo tanto a sus caprichos. Este rechazo del «tiempo absoluto» parece que liberó el pensamiento del joven Einstein; apoyaba directamente el concepto de que no existe ni tiempo ni espacio absoluto.  Leyó a Ernst Mach cuando era estudiante y se reunía regularmente con sus amigos Conrad Habicht y Maurice Solovine. Einstein insistió para que el grupo leyese los dos libros que Mach había publicado hasta esa fecha: El desarrollo de la mecánica, (Die Mechanik in ihrer Entwicklung, Leipzig, 1883) y El análisis de las sensaciones (Die Analyse der Empfindungen und das Verhältnis des Physischen zum Psychischen, Jena, 1886). Einstein siempre creyó que Mach había estado en el camino correcto para descubrir la relatividad en parte de sus trabajos de juventud, y que la única razón por la que no lo había hecho fue porque la época no fue la propicia. El gran logro de Einstein fue generalizar la idea de Ernst Mach y probar que todas las fuerzas -y no solo las de inercia- son relativas, que todos los fenómenos mecánicos pueden ser explicados en términos de movimiento relativo. Para ello, tuvo que dar una nueva teoría de la gravitación, con la que consiguió explicar ciertos movimientos planetarios que la mecánica clásica no lograba interpretar.

## Nuevas transformaciones del movimiento
Para intentar explicar los resultados del experimento de Michelson y Morley, Hendrik Lorentz sugirió en 1895 unas nuevas fórmulas de transformación para pasar de un sistema de referencia a otro; se trataba de unas ecuaciones para hacer compatible la constancia de la velocidad de la luz, pero que carecían de una significación clara. Así, supuso una teoría del éter en la cual objetos y observadores viajarían a través de un éter estacionario, sufriendo un acortamiento físico (hipótesis de contracción de Lorentz) y un cambio en el paso del tiempo (dilatación del tiempo). La explicación de Lorentz suministraba una reconciliación parcial entre la física newtoniana y el electromagnetismo, que se conjugaban aplicando la transformación de Lorentz, que vendría a sustituir a la transformación de Galileo vigente en el sistema newtoniano.
La formulación del electromagnetismo frente a las transformaciones de Lorentz fue también estudiada por el físico francés Henri Poincaré. Cuando las velocidades involucradas son mucho menores que c (la velocidad de la luz), las leyes resultantes son en la práctica las mismas que en la teoría de Newton, y las transformaciones se reducen a las de Galileo. De cualquier forma, la teoría del éter fue criticada incluso por el mismo Lorentz debido a su naturaleza ad hoc.

## Eventos hasta la formulación de la relatividad especial
- En 1887 Woldemar Voigt publicó una versión primera de las transformaciones de Lorentz, que solo difiere en un factor gamma.[2] Esta contribución, sin embargo, permaneció sin ser detectada por los otros investigadores hasta los 1908/1909.

- En 1889 George Fitzgerald publicó el primer documento conocido sobre un efecto relativista, alegando que el experimento de Michelson-Morley podía ser explicado introduciendo una contracción de la longitud en la dirección del movimiento.

- En 1895 Hendrik Lorentz publicó una versión de primer orden de las transformaciones de Lorentz, para el que los fenómenos eléctricos y ópticos en un sistema en movimiento son independientes de si los términos de orden {\displaystyle v^{2}/c^{2}} se ignoraban. En estas transformaciones introdujo el concepto de hora local. Eventos simultáneos en el marco de referencia en reposo (que ocurren al tiempo de coordenadas {\displaystyle t}) tendrían unas coordenadas de tiempo {\displaystyle t^{\prime }} diferentes en el sistema de referencia en movimiento.

- En 1898 en un documento llamado «La mesure du temps», Henri Poincaré afirmó que la simultaneidad de los acontecimientos distantes tendría que ser establecida por convención, especificando que la velocidad de la luz se tiene que tomar como la misma en todas las direcciones.

- En 1899, Lorentz presentó una versión de segundo orden de las transformaciones de Lorentz, que incluían una dilatación del tiempo en el sistema de referencia móvil por una cantidad indeterminada. Mostró que los fenómenos eléctricos y ópticos en el sistema en movimiento son independientes del movimiento incluso si se retuviesen los términos de orden {\displaystyle v^{2}/c^{2}}.

- Joseph Larmor publica las transformaciones correctas en 1897 y de nuevo aparecen en un libro en 1900. Fue el primero en predecir la dilatación en el tiempo. La importancia de esta labor al parecer pasó inadvertida en Europa.

- En 1900, Poincaré publicó un documento en el que explica que la hora local de Lorentz surgió de un método convencional de sincronización de relojes en un sistema de referencia en movimiento (mediante el intercambio de señales de luz que se suponen viajan con la misma velocidad en relación con el móvil en los dos sentidos). Este método es muy similar a la propuesta por Einstein ([Sta89, pág 893, nota de pie de página 10]). Repitió esta explicación en muchos libros de divulgación científica posteriores. En el mismo documento se consideraba a la radiación como un fluido ficticio con una masa efectiva {\displaystyle m=E/c^{2}}, como se ha mencionado anteriormente [Poi00].

- En 1900 Henri Poincaré publicó un documento en el que se dice que la radiación podría ser considerada como un fluido ficticio con una masa equivalente {\displaystyle m_{r}=E/c^{2}}. Obtuvo esta interpretación de la teoría de Lorentz de los electrones, que incorporaba la presión de la radiación de Maxwell.

- En 1902, Poincaré rechazó la noción de espacio y tiempo absolutos. Los siguientes puntos aparecieron en su libro La science et l’hypothese publicado en 1902 ([Poi02]):

1° Il n'y a pas d'espace absolu et nous ne concevons que des mouvements relatifs; cependant on énonce le plus souvent les faits mécaniques comme s'il y avait un espace absolu auquel on pourrait les rapporter;

2° Il n'y a pas de temps absolu; dire que deux durées sont égales, c'est une assertion qui n'a par elle-même aucun sens et qui n'en peut acquérir un que par convention;

3° Non seulement nous n'avons intuition directe de l'égalité de deux durées, mais nous n'avons même pas celle de la simultanéité de deux événements qui se produisent sur des théâtres différents; c'est ce que j'ai expliqué dans un article intitulé la «Mesure du temps», Revue de Métaphysique et de Morale, t.~VI, p.~1--13 (janvier 1898); voir aussi la Valeur de la Science, chapitre II.;

1° No hay espacio absoluto, y solo conciben de movimiento relativo, y sin embargo, en la mayoría de los casos son mecánicos hechos enunciados como si hubiera un espacio absoluto a los cuales pueden ser remitidos. 
2º No hay tiempo absoluto. Cuando decimos que dos períodos son iguales, la declaración no tiene ningún significado, y solo puede adquirir un significado por una convención. 
3° No solo porque no tenemos la intuición directa de la igualdad de los dos períodos, pero ni siquiera hemos directa intuición de la simultaneidad de dos hechos ocurridos en dos lugares diferentes. He explicado esto en un artículo titulado «Mesure del temps».

- En muchos comentarios sobre el trabajo de Lorentz entre 1900-1904, Poincaré utiliza la frase «el principio del movimiento relativo» para referirse a una piedra angular familiar de la mecánica de Newton. Esta piedra angular se pone en tela de juicio por la teoría electromagnética, pero aparentemente es rescatada por la teoría de Lorentz. Poicaré expresó cierta insatisfacción con la teoría de Lorentz alegando que contenía «demasiadas hipótesis».

- En 1904 Lorentz adaptó su teoría de los electrones a la imposibilidad de los experimentos eléctricos u ópticos de detectar el movimiento del sistema de referencia y publicó las transformaciones correctas. Derivó de ellas una serie de resultados tales como la correcta variación de la masa en función de la velocidad para toda la materia.

- En septiembre de 1904, Poincaré habló en una conferencia internacional en St. Louis en el que examinó los «principales resultados» de Lorentz por su artículo de 1904. Poincaré habla del «principio de relatividad», mostrando más confianza que sería aplicable al caso de la electrodinámica. La versión del principio de la relatividad para Poincaré es: «Las leyes de los fenómenos físicos deben ser las mismas, ya sea para un observador en reposo, como para uno arrastrado en un movimiento de translación uniforme, de modo que no podemos y no hay ningún medio para discernir si estamos o no llevados en un movimiento tal». Lorentz había sugerido sus ecuaciones de transformación, y Poincaré señaló la plena simetría con las observaciones que se desprende de ellas, reconociéndolas como una solución para el principio de la relatividad. Expresó también su inquietud acerca de la violaciones del principio de conservación de la cantidad de movimiento y de la conservación de la masa en el proceso de emisión de radiación.

- Henri Poincaré habló el 5 de junio de 1905 a la Academia de Ciencias en París y varios días más tarde se publicó una versión de cinco páginas de su charla en Comptes Rendus de l’Académie des Sciences, v140, pp 1504-1508 en la cual discutía el artículo de Lorentz de 1904. Escribió «Los resultados que he obtenido están de acuerdo en todos los puntos importantes con los de Lorentz; solo he llegado a modificar y completar algunos puntos de detalle» (Poincaré 1905). A continuación escribió «el punto esencial, establecido por Lorentz, es que las ecuaciones del campo electromagnético no son alteradas por una cierta transformación (lo que voy a llamar por el nombre de Lorentz)». Luego escribió las transformaciones de Lorentz en su forma moderna, después de haber introducido una notación ligeramente distinta de la que había utilizado Lorentz, y habiendo reorganizado las ecuaciones algebraicamente. También dio expresiones diferentes a las de Lorentz para la densidad de carga eléctrica y la corriente de convección de un electrón en movimiento con respecto a un sistema de referencia en movimiento (y en movimiento con respecto a otro en reposo), y, derivó en consecuencia, las expresiones de la fuerza eléctrica sobre el electrón en movimiento, que eran un poco diferentes de las de Lorentz (Poincaré, 1905). Dijo que el «conjunto de estas transformaciones, junto con todas las rotaciones del espacio» forman un grupo (pero no dio detalles de la prueba), y relacionó este grupo con la imposibilidad de la medición de un movimiento absoluto. Poincaré señaló que por los resultados de Lorenz suponía «que la inercia es un fenómeno totalmente electromagnético, algo que se considera en general desde el experimento de Kaufmann» (Poincaré, 1905).

## El artículo de Einstein de 1905
En septiembre de 1905, Albert Einstein publicó su artículo «Elektrodynamik» [Ein05c]. Einstein deriva las ecuaciones de Lorentz basándose en su principio de relatividad y la constancia de la velocidad de la luz, sin asumir la presencia de un éter. (Debido a que el éter no se utiliza en la derivación, muchos físicos hacen uso de la navaja de Ockham para eliminarlo por completo, ya que, como con la formulación de Poincaré, no puede detectarse en cualquier caso una velocidad uniforme relativa al éter). Einstein quería saber por qué permanecía invariante para todos los observadores.[cita requerida]
El título original del artículo de Einstein se traduce del alemán como "Sobre la electrodinámica de los cuerpos en movimiento."
Max Planck sugirió el término «relatividad» para resaltar la idea de la transformación de las leyes de la Física entre observadores en movimiento relativo entre sí.
El término 'especial' fue dada por Einstein más tarde con el fin de distinguirla de la teoría general de la relatividad.
El artículo de Einstein no contiene referencias a otros de la literatura. Sí hace mención a Lorentz, pero solo en el punto 9, parte II, en relación con el tratamiento de los campos electromagnéticos. Poincaré no se menciona.
En noviembre de 1905 su documento «¿Depende la inercia de un cuerpo de su contenido energético?» (Ist die Trägheit eines Körpers von seinem Energieinhalt abhängig?) fue publicado en Annalen der Physik [Ein05d]. Einstein fue el primero en sugerir que cuando un cuerpo material pierde una energía {\displaystyle E} (ya sea por transmisión de calor o por radiación), su masa se reduce en la cantidad {\displaystyle E/c^{2}} (generalizando la idea de la equivalencia masa - energía del «fluido ficticio» propuesto por Poincaré). Esto dio lugar a la famosa fórmula de equivalencia masa - energía {\displaystyle E=mc^{2}}. Einstein consideró muy importante la ecuación de equivalencia ya que demostraba que una partícula con masa posee una energía, la «energía en reposo», distinta de la energía cinética y energía potencial clásicas.

## Publicaciones
- Zur Elektrodynamik bewegter Körper, Annalen der Physik 17(1905), 891-921. Recibido el 30 de junio, publicado el 25 de septiembre, 1905. Reimpreso con comentarios en [Sta89], p. 276-306 traducción al inglés
- Einstein, Albert (1905). «De la Electrodinámica de los Cuerpos en Movimiento (Zur Elektrodynamik Bewegter Korper).». Annalen der Physik 17: 891-921. (en español)
- Minkowski, Hermann (1908). «Espacio y Tiempo (Raum und Zeit)». Editado por David Hilbert, Leipzig por BG Teubner 2: 431-444. (en español)
- Einstein, Albert (1905). «¿Es la Inercia de un cuerpo dependiente de su contenido de Energía?». Annalen der Physik 18: 639-641. (en español)
- Ist die Trägheit eines Körpers von seinem Energiegehalt abhängig?, Annalen der Physik 18(1905), 639-641, Reimpreso con comentarios en [Sta89], Documento 24 traducción al inglés.
- Lorentz, Hendrik A. (1892). «El Movimiento Relativo de la Tierra y el Eter». Verslagen der Afdeeling Natuurkunde der KNAW: 74-79. (en español)
- John Stachel (Ed.), The collected papers of Albert Einstein, volumen 2, Princeton University Press, 1989 (en inglés).

### Trabajos de Henri Poincaré
- «La theorie de Lorentz et le príncipe de réaction», en Archives Neérlandaises des Sciences Exactes et Naturelles, 2e série, 5(1900), p. 252-278, Recueil de Travaux offert à M. Lorentz à l'occasion du 25e anniversaire de son doctorat, Reprinted in Oeuvres, vol. IX, p. 454-488. Traducción al inglés junto con notación moderna por V. A. Petrov, en [Log05, p. 113-120]
- La science et l'hypothèse. París: E. Flamarion, 1902. versión electrónica Archivado el 14 de octubre de 2005 en Wayback Machine., Traducción al inglés.
- «L'état actuel et l'avenir de la physique mathématique», en Bulletin des Sciences Mathématiques 28(1904), 302-324. Conferencia dada a la sección de matemáticas aplicadas del International Congress of Arts and Science, St. Louis, 24 de septiembre de 1904
- The Present and the Future of Mathematical Physics, Bull. Amer. Math. Soc., 12(1906), 240-260, traducción al inglés de [Poi04a] por J. W. Young.
- The Present and the Future of Mathematical Physics, Bull. Amer. Math. Soc. (new series), 37(2000), 25-38, Reimpresión de [Poi04b]
- «Sur la dynamique d’électron», en Comptes Rendus de l'Académie des Sciences, 140(1905), p. 1504-1508. Reimpresión en Oeuvres, vol. IX, p. 489-493, versión electrónica (en francés).
- «Sur la dynamique d’électron», en Rendiconti del Circolo Matematico di Palermo, 21(1906), 129-176. Enviado el 23 de julio de 1905. Reimpresión en Oeuvres, vol. IX, 494-550